# Имокали (Флорида)
Имокали (енгл. Immokalee) насељено је место без административног статуса у америчкој савезној држави Флорида.

## Демографија
По попису из 2010. године број становника је 24.154, што је 4.391 (22,2%) становника више него 2000. године.
| Група             | 2000.          | 2010.          |
| Белци             | 1.254 (6,3%)   | 997 (4,1%)     |
| Афроамериканци    | 3.564 (18,0%)  | 4.563 (18,9%)  |
| Азијати           | 39 (0,2%)      | 40 (0,2%)      |
| Хиспаноамериканци | 14.027 (71,0%) | 18.267 (75,6%) |
| Укупно            | 19.763         | 24.154         |